# Frontière entre le Bénin et le Togo
La frontière entre le Bénin et le Togo est longue de 651 km. Elle délimite les territoires du Bénin (à l’Est) et du Togo (à l’Ouest) sur un tracé majoritairement terrestre sauf dans le Sud, où elle suit le talweg du fleuve Mono puis de son bras occidental, orienté Est-Ouest, jusqu'à Hillacondji.

## Historique
Cette frontière a été tracée en 1900 entre les empires coloniaux français (à l’Est) et allemand (à l’Ouest) après que le roi Mlapa III de Togoville ait signé en 1884 un traité avec l’Allemagne (représentée par Gustav Nachtigal) tandis qu’au Bénin le roi Badohoun-Glélé avait déjà signé un traité avec la France en 1868, que le roi Gouthili-Agoli-Agbo successeur de Behanzin avait du confirmer avant de céder ses pouvoirs à la France (représentée par Alfred Dodds) en 1900.

## Vues

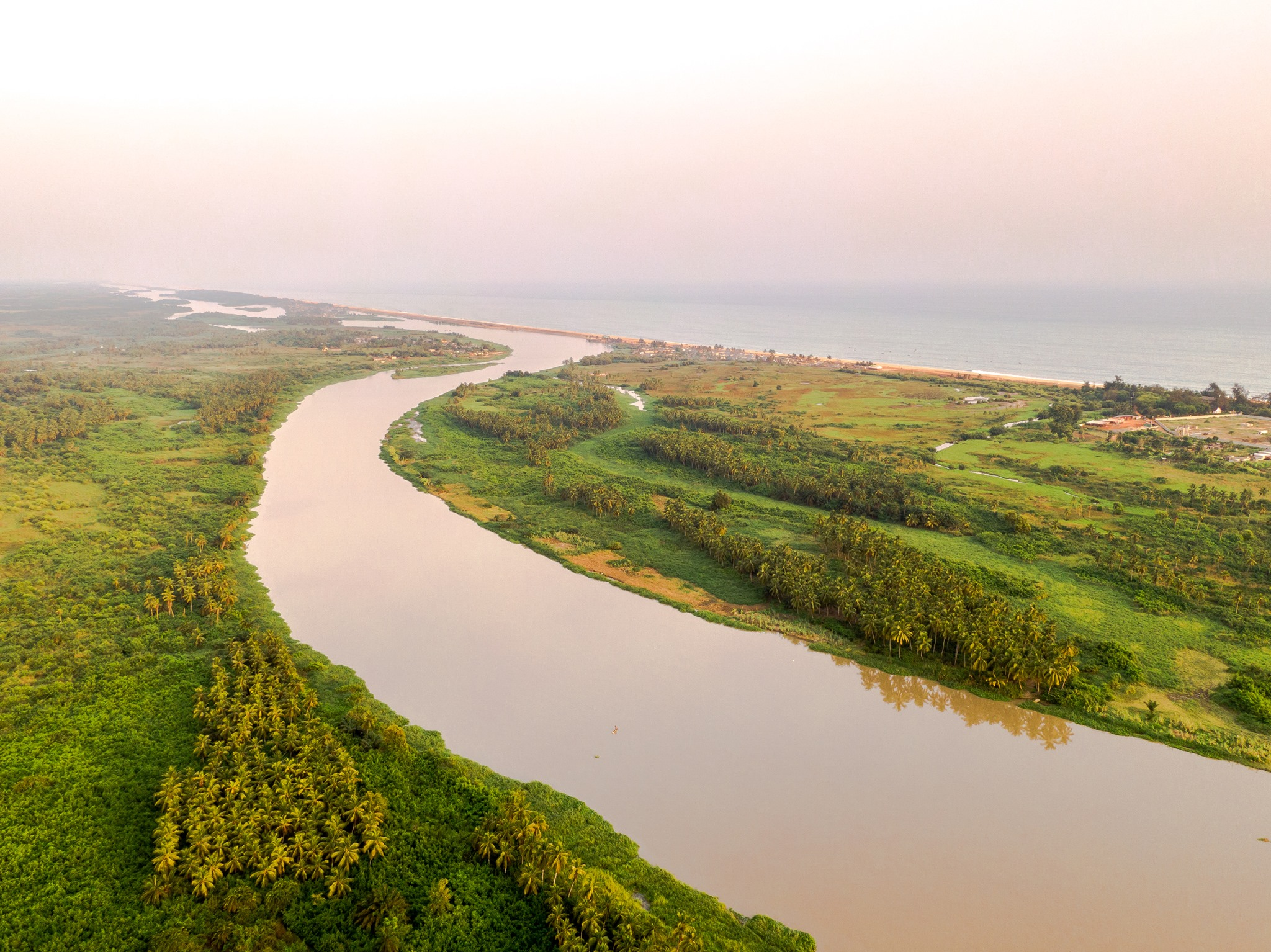
Le fleuve Mono près de Grand-Popo au Bénin.
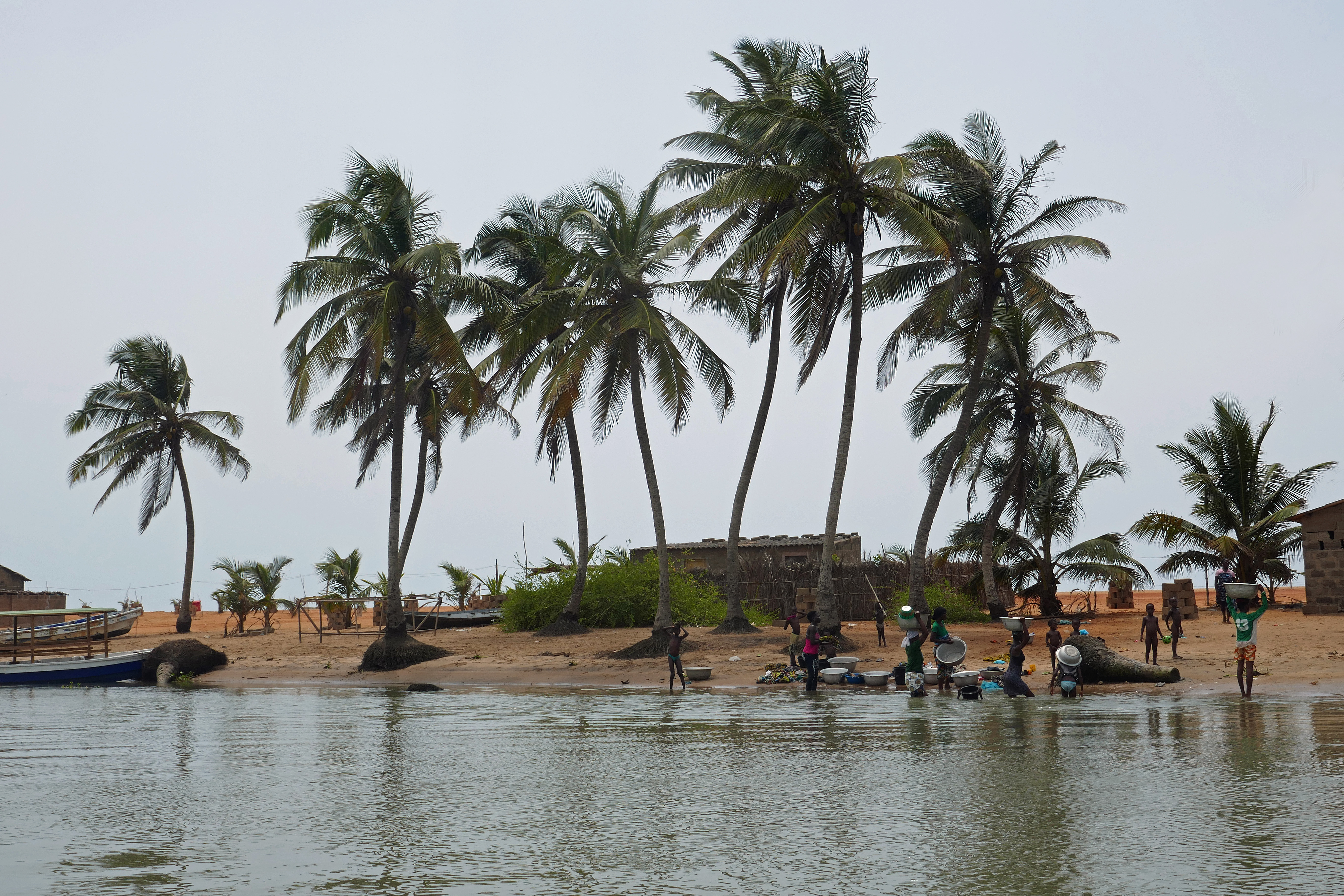
La rive béninoise du Mono.
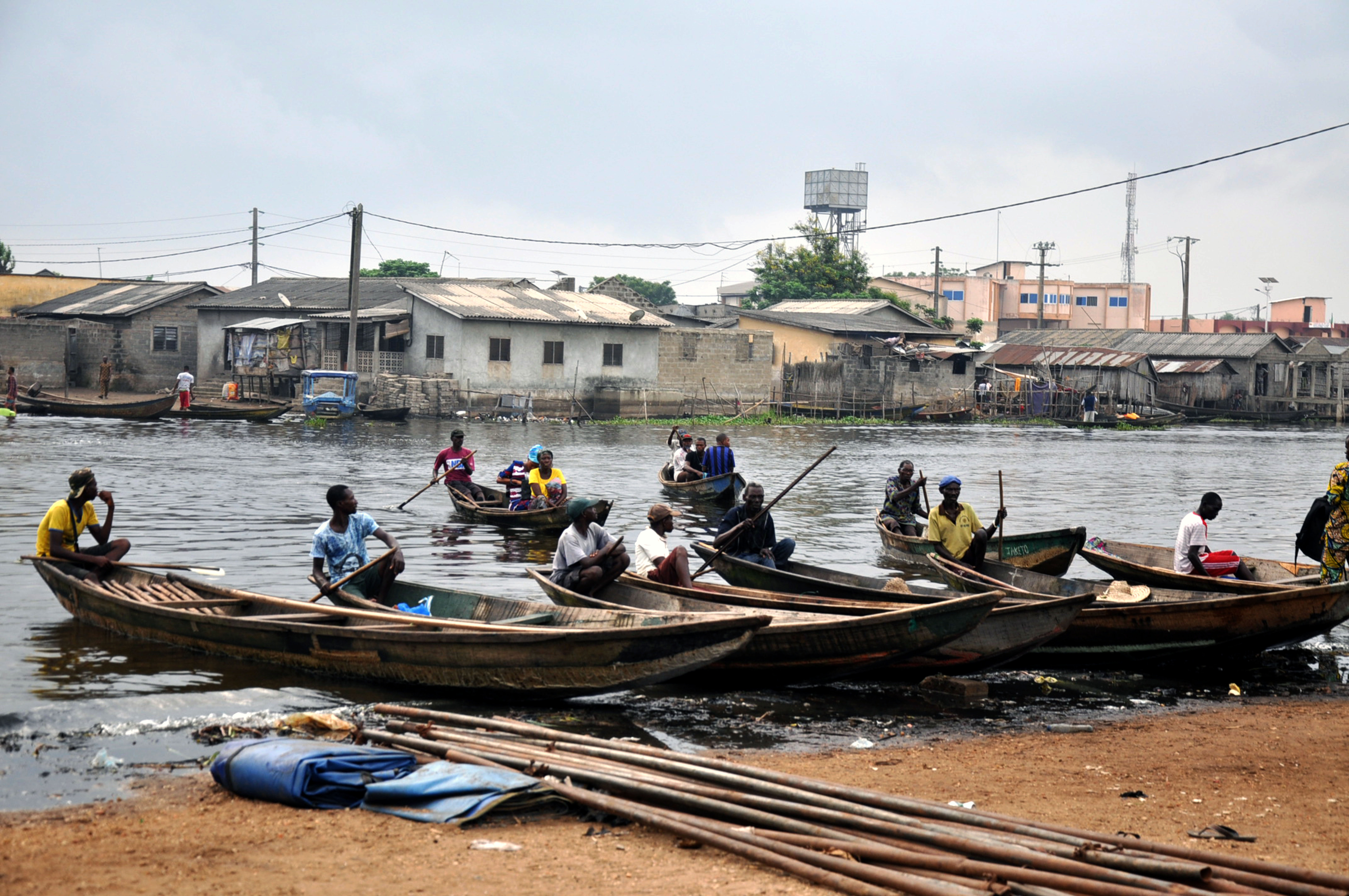
Traversée du Mono en pirogue.
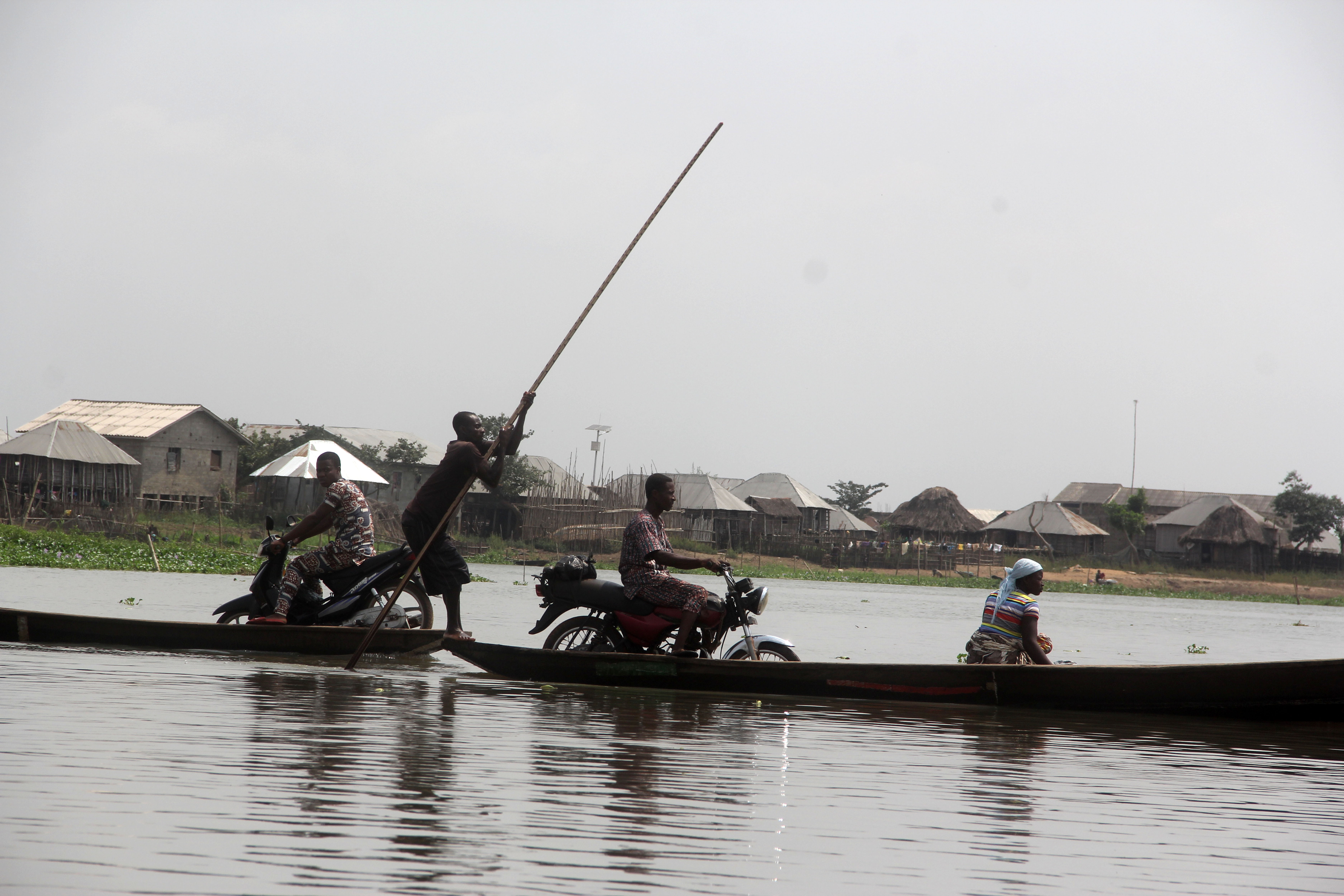
Transport de motocyclistes sur le Mono.

### Sources
1. ↑  (en) « Benin - The World Factbook », sur www.cia.gov (consulté le 2 mai 2021)
2. ↑  Stéphanie Alomapey, Entre Togo et Bénin, la mutation d’un paradigme : la frontière, septembre 2009 (lire en ligne)

### Webographie
- (en)[PDF] Benin (Dahomey) – Togo Boundary International Boundary Study No. 124 – July 7, 1972  du département d'état des États-Unis